# یخچال قدیمی کاشمر
یخچال قدیمی کاشمر یا یخدان فروتقه مربوط به دورهٔ قاجار است و در شهرستان کاشمر، روستای فروتقه واقع شده و این اثر در تاریخ ۷ مهر ۱۳۸۱ با شمارهٔ ثبت ۶۴۲۹ به‌عنوان یکی از آثار ملی ایران به ثبت رسیده است.

## نگارخانه

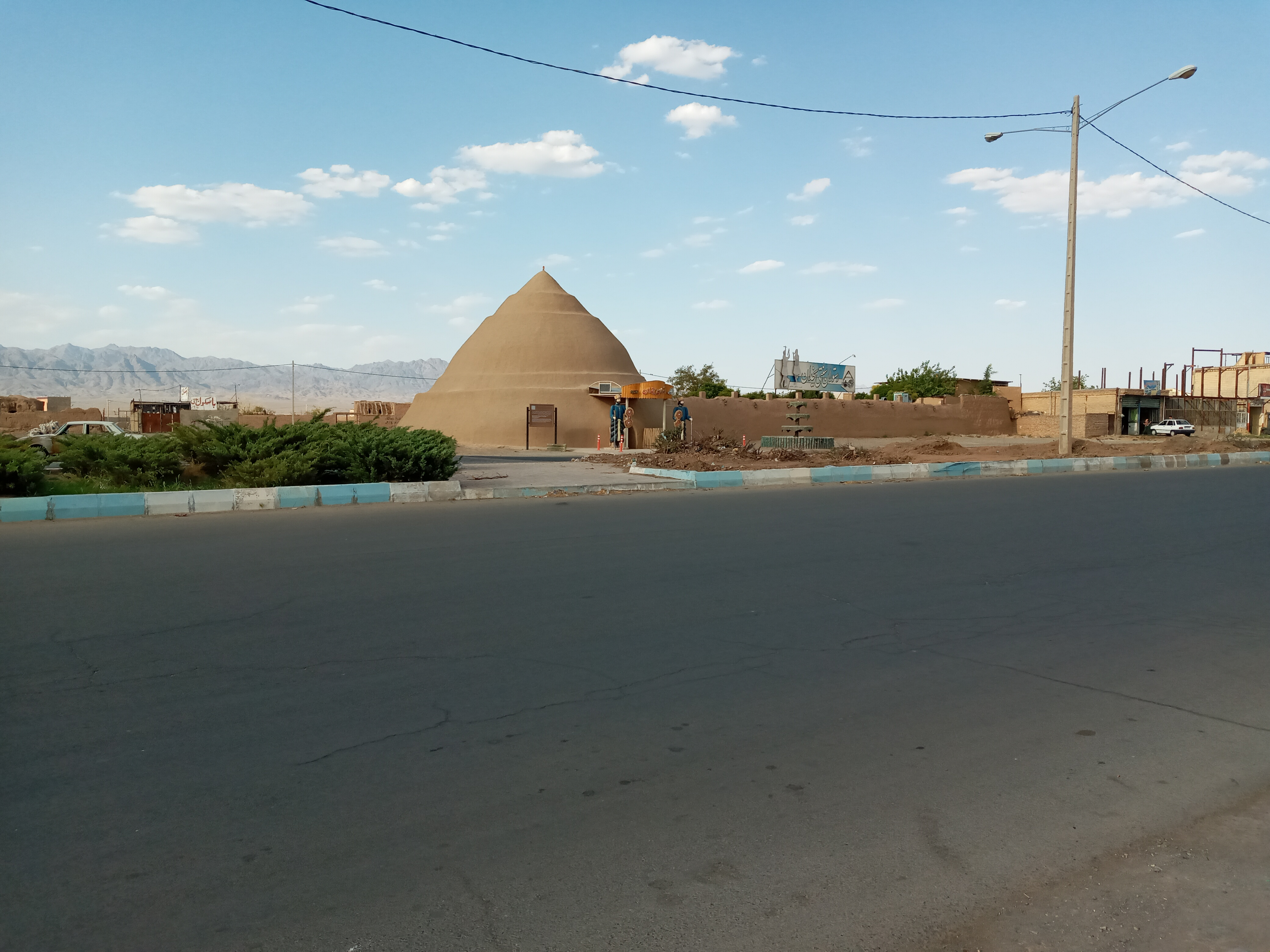
دورنمای یخدان
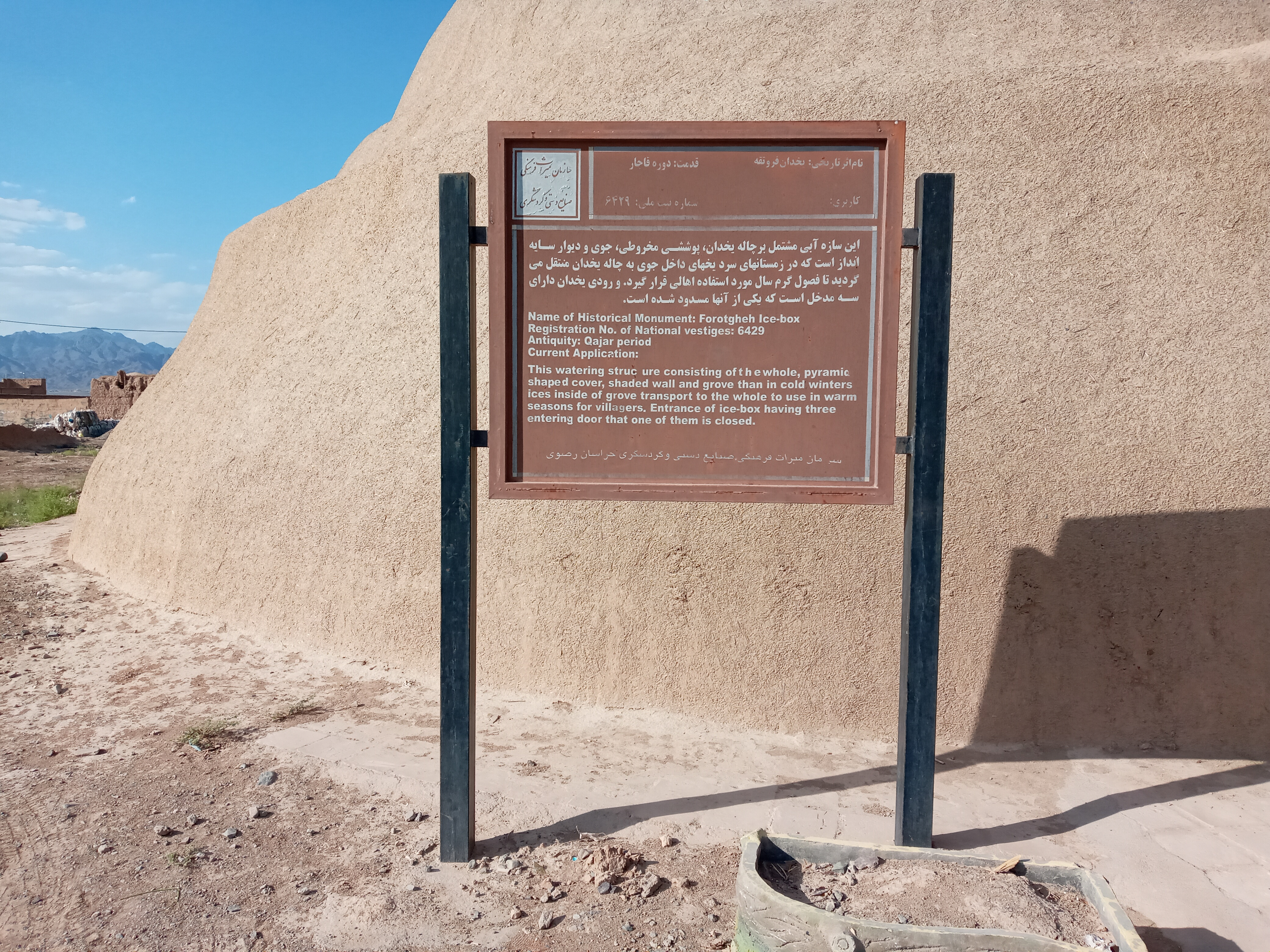
تابلوی ثبت‌ملی یخدان
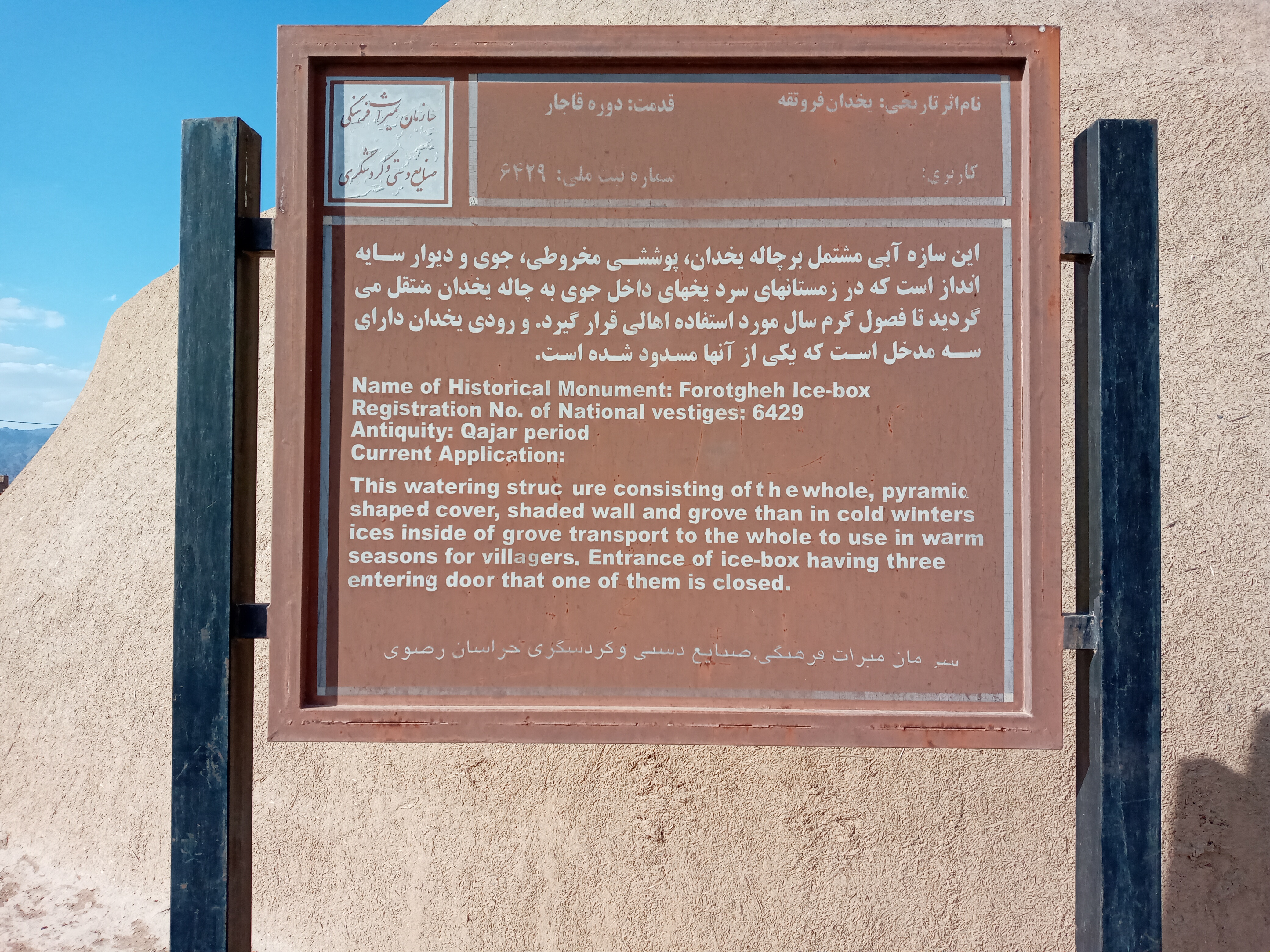
تابلوی ثبت‌ملی یخدان
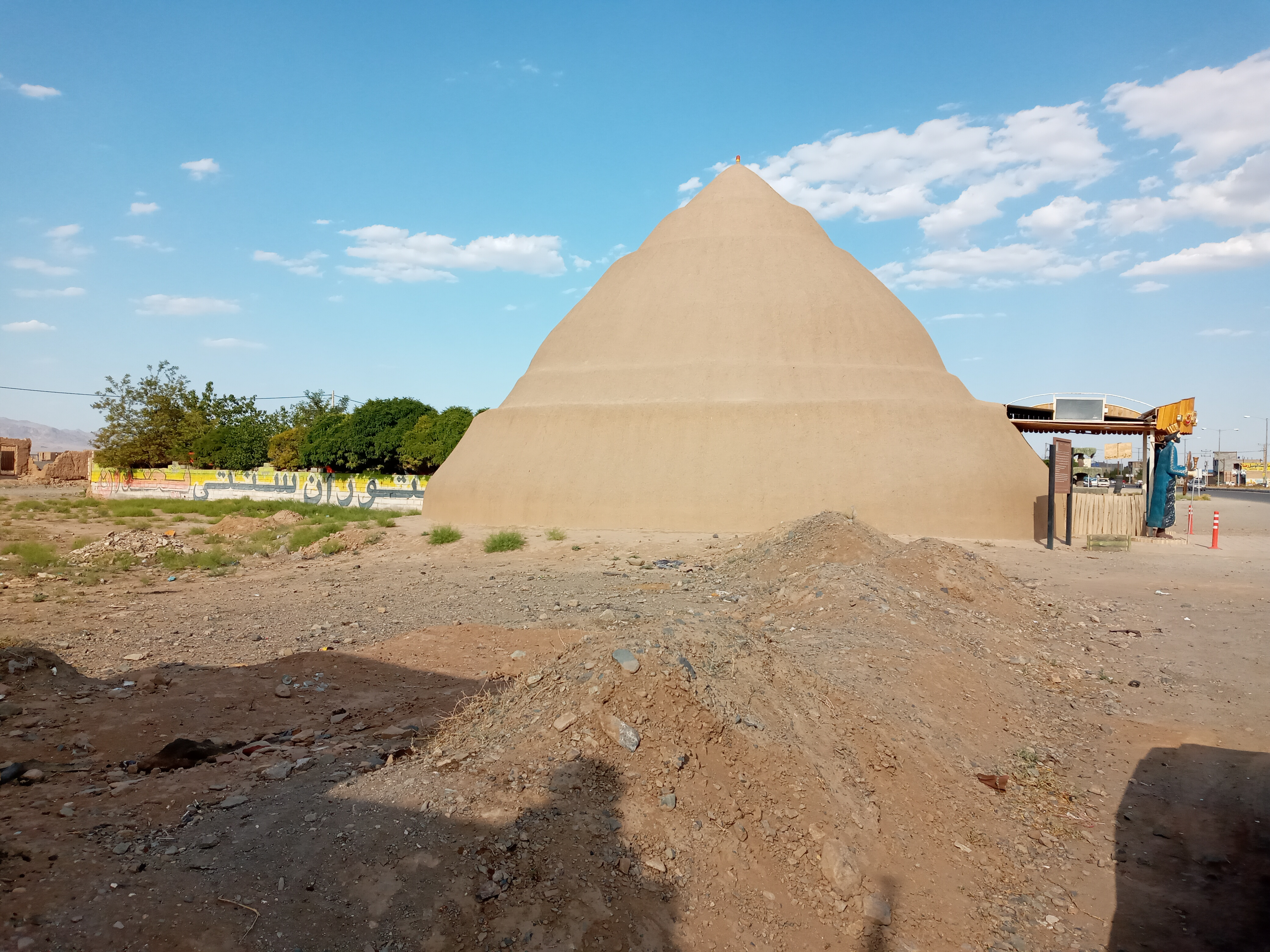
نمایی از یخدان
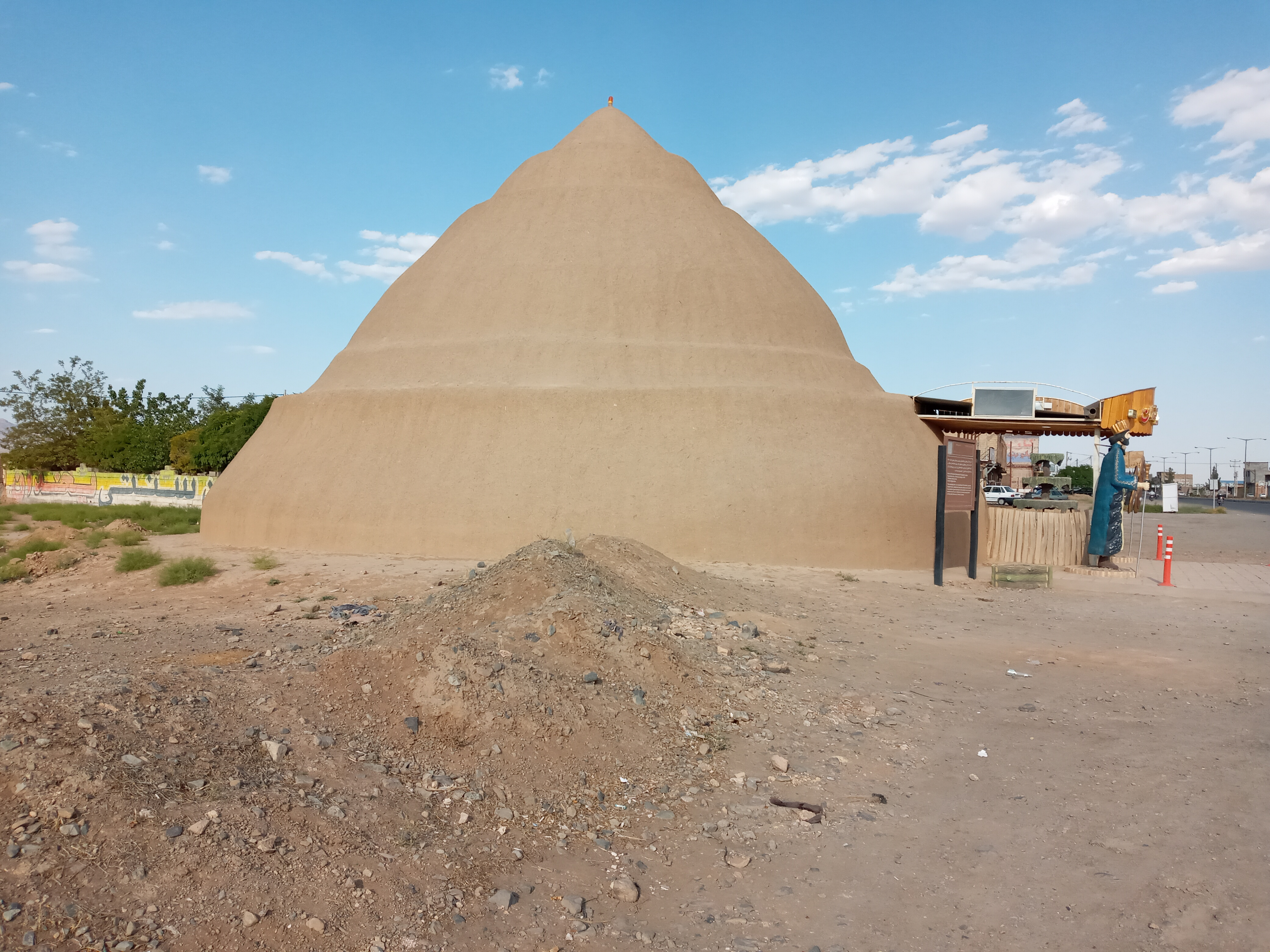
نمایی از یخدان
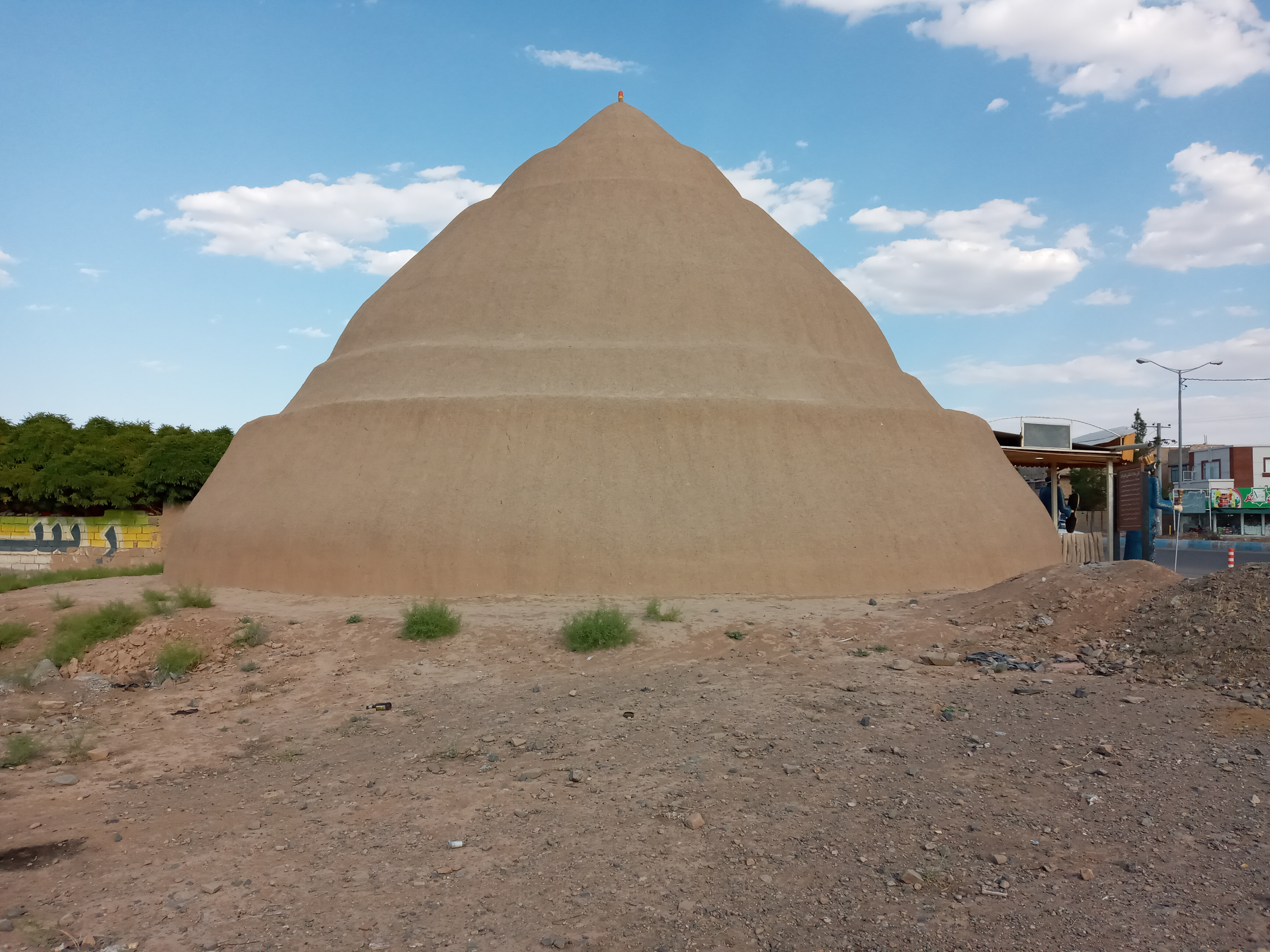
نمایی از یخدان
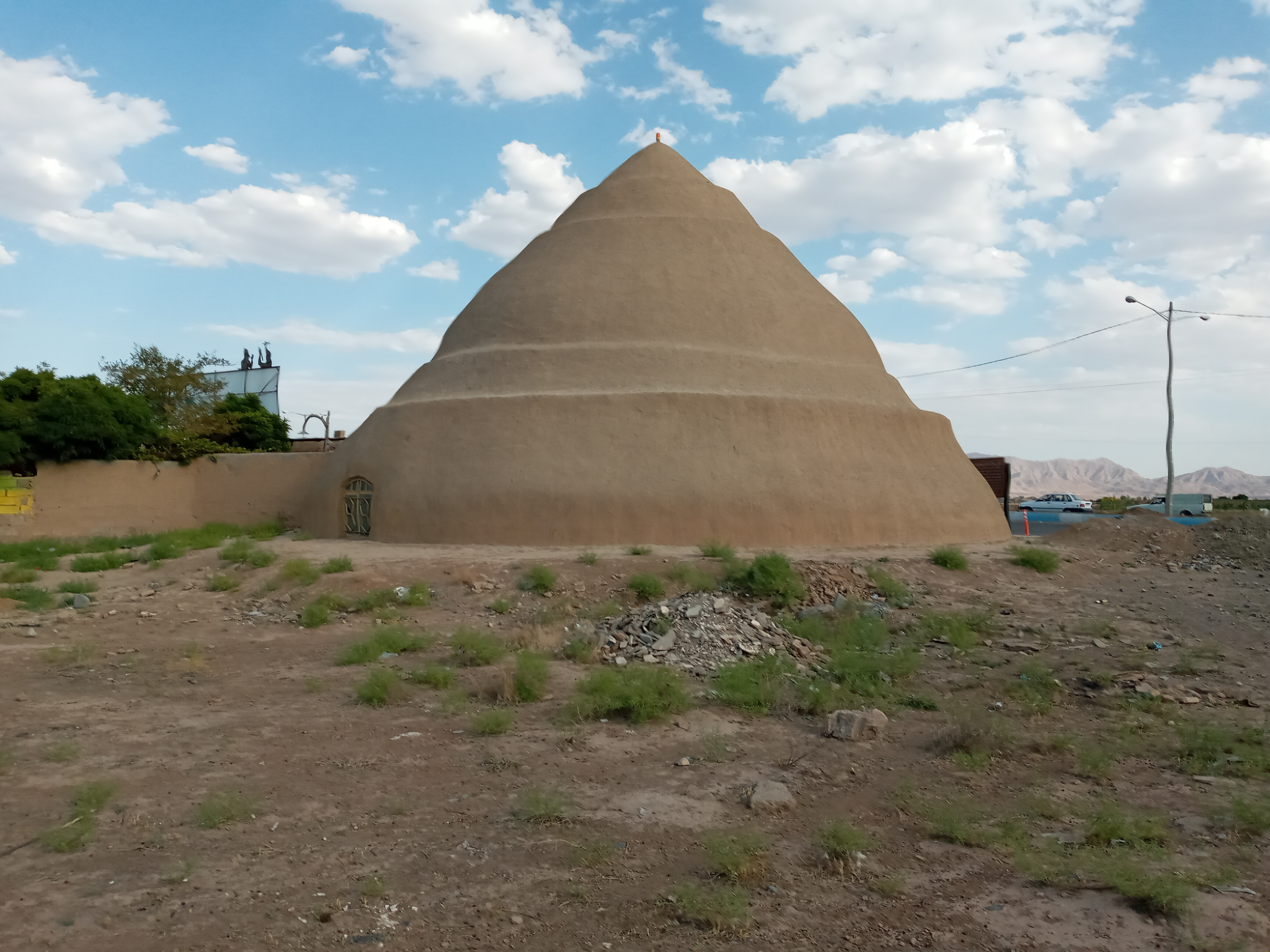
نمایی از یخدان
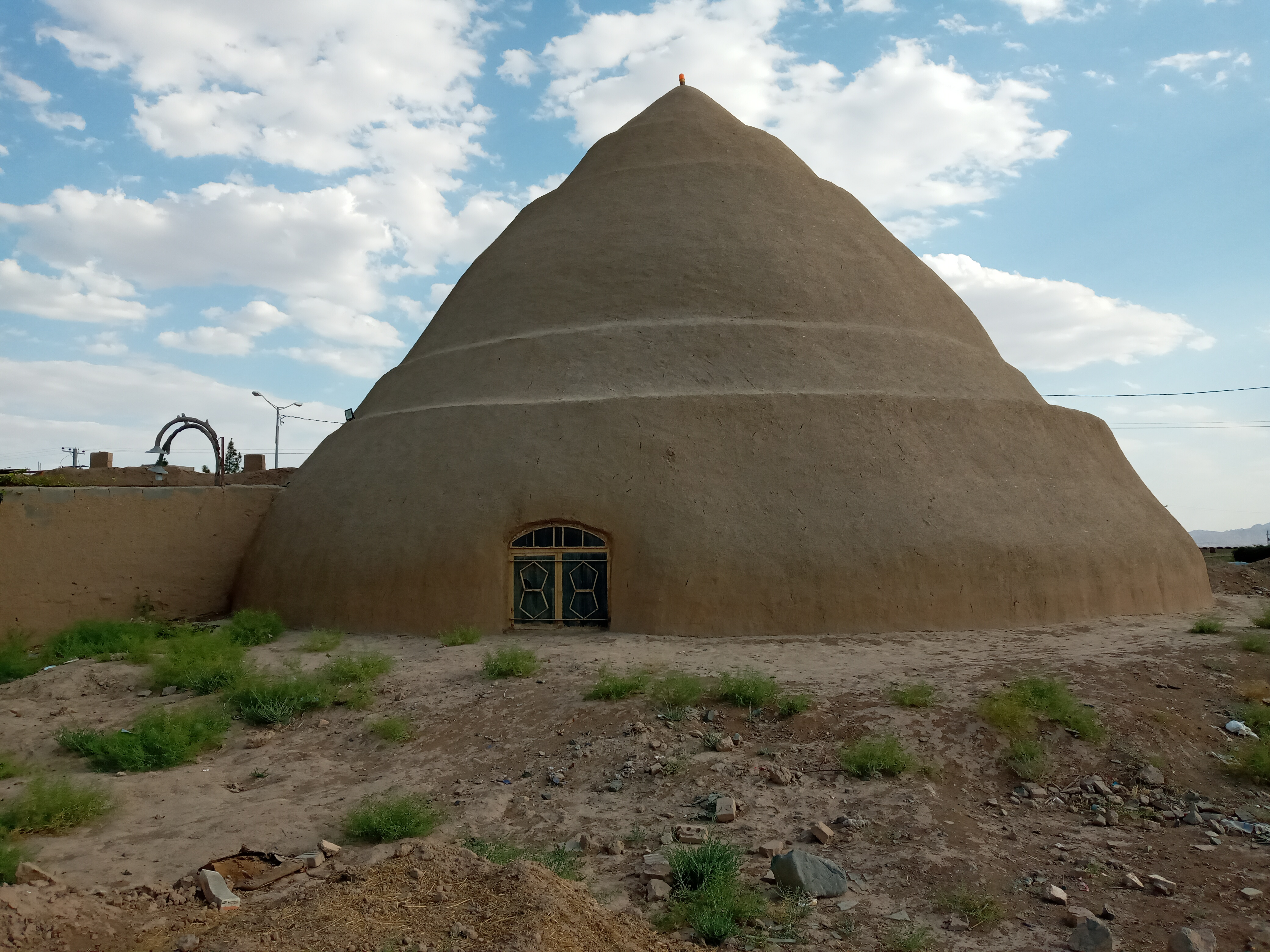
نمایی از یخدان